# Attack Force - La morte negli occhi
Attack Force - La morte negli occhi (Attack Force) è un film direct-to-video del 2006 diretto da Michael Keusch, con Steven Seagal.

## Trama
Marshall Lawson è un agente dei servizi segreti a cui viene sterminata la nuova squadra di tre ragazzi che avrebbe dovuto comandare. Si mette così alla ricerca dei responsabili e scopre che si tratta di una banda collegata alla sperimentazione del CTX, una droga ideata a scopo militare per aumentare l'aggressività, eliminare le inibizioni ed incrementare le abilità nel combattimento.

## Distribuzione
Negli Stati Uniti d'America è uscito in DVD il 6 dicembre 2006, in Italia nel 2008.